# 国際拘禁連盟
国際拘禁連盟（こくさいこうきんれんめい、International Detention Coalition, IDC）は、移民、難民、亡命者に関する非営利活動。研究者、法律家、市民、医学関係者を含む、50カ国 202の活動から構成される 

## 主な活動
- 移住者（特に子ども）収容の廃止
- 移住者収容代替措置の提案
- 移住者収容所の監視

## 年表
- 2006年9月、設立
- 2008年6月20日、IDCはベルギーの127bis 収容所を訪問。ベルギー政府に児童収容、収容所環境について報告。2009年2月25日、IDC はベルギー移住大臣 Annemie Turtelboom  より収容所環境改善の返答を受ける。
- 2008年10月、ベルギー政府は、不法移民児童の収容を行わないことを発表[2]
- 2008年10月、マレーシアにおいて、オーストラリア再定住予定の3名のミャンマー難民児童は、レンゲン収容所（レンゲン Lenggeng、ヌグリ・スンビラン州）に収容される。2009年2月に解放、家族と共にオーストラリアへ移動[3]
- 2010年、東アジア収容代替措置円卓会議（UNHCR主催）
- 2010年5月、日本政府は全ての移民児童を収容所から解放
- 2011年、『収容代替措置実施のためのハンドブック』が発行された[4]。
- 2011年5月、世界収容代替措置円卓会議がジェノバで開催された。

## 主な協力活動
協力機関数：202（2009年）
- Jesuit Refugee Service
- アムネスティ・インターナショナル
- セーブ・ザ・チルドレン
- カリタス（Caritas）
- デニッシュ・レフュジー・カウンシル
- Global Detention Project